# Фінал Кубка володарів кубків 1999
Фінал Кубка володарів кубків 1999 — футбольний матч для визначення володаря Кубка володарів кубків УЄФА сезону 1998/99, 39-й фінал змагання між володарями національних кубків країн Європи (останній в історії турніру). 
Матч відбувся 19 травня 1999 року у англійському Бірмінгемі за участю фіналіста Кубка Іспанії 1997/98 «Мальорки» та володаря Кубка Італії 1997/98 «Лаціо». Гра завершилася перемогою римлян з рахунком 2-1, які здобули свій перший титул володарів Кубка володарів кубків.

## Шлях до фіналу
| Мальорка          | Мальорка  | Мальорка        | Мальорка       | 1998/99      | Лаціо     | Лаціо     | Лаціо           | Лаціо           |
| ----------------- | --------- | --------------- | -------------- | ------------ | --------- | --------- | --------------- | --------------- |
| Суперник          | Результат | Перший матч     | Повторний матч | Раунд        | Суперник  | Результат | Перший матч     | Повторний матч  |
| Гарт оф Мідлотіан | 2–1       | 1–0 (на виїзді) | 1–1 (вдома)    | Перший раунд | Лозанна   | 3–3 (ч)   | 1–1 (вдома)     | 2–2 (на виїзді) |
| Генк              | 1–1 (ч)   | 1–1 (на виїзді) | 0–0 (вдома)    | Другий раунд | Партизан  | 3–2       | 0–0 (вдома)     | 3–2 (на виїзді) |
| Вартекс           | 3–1       | 0–0 (на виїзді) | 3–1 (вдома)    | 1/4 фіналу   | Паніоніос | 7–0       | 4–0 (на виїзді) | 3–0 (вдома)     |
| Челсі             | 2–1       | 1–1 (на виїзді) | 1–0 (вдома)    | 1/2 фіналу   | Локомотив | 1–1 (ч)   | 1–1 (на виїзді) | 0–0 (вдома)     |

## Деталі
| 19 травня 1999 |

| Мальорка | 1:2      | Лаціо               |
| -------- | -------- | ------------------- |
| Дані 11' | Протокол | Вієрі 7' Недвед 81' |

| Вілла Парк, Бірмінгем Глядачів: 33 021 Арбітр: Гюнтер Бенке |

| Мальорка | Лаціо |

| В                | 13 | Карлос Роа          |     |     |
| З                | 14 | Хав'єр Олайсола (к) |     |     |
| З                | 5  | Марселіно Елена     |     |     |
| З                | 4  | Густаво Сівіеро     | 54' |     |
| З                | 3  | Мікел Солер         |     |     |
| ПЗ               | 23 | Вісенте Енгонга     |     |     |
| ПЗ               | 12 | Лоран               |     |     |
| ПЗ               | 11 | Йован Станкович     |     |     |
| ПЗ               | 10 | Аріель Ібагаса      |     |     |
| Н                | 22 | Леонардо Б'яджіні   |     | 73' |
| Н                | 9  | Дані Гарсія         |     |     |
| Запасні:         |    |                     |     |     |
| В                | 1  | Сезар Галвес        |     |     |
| З                | 7  | Луїс Каррерас       |     |     |
| З                | 20 | Фернандо Ніньйо     |     |     |
| ПЗ               | 15 | Пако Солер          |     |     |
| Н                | 8  | Карлос Домінгес     |     |     |
| Н                | 21 | Велько Паунович     |     | 73' |
| Н                | 24 | Аріель Лопес        |     |     |
| Головний тренер: |    |                     |     |     |
| Ектор Купер      |    |                     |     |     |

| В                   | 1  | Лука Маркеджані      | 90+1' |       |
| З                   | 5  | Джузеппе Фаваллі     |       |       |
| З                   | 13 | Алессандро Неста (к) |       |       |
| З                   | 11 | Синиша Михайлович    | 23'   |       |
| З                   | 15 | Джузеппе Панкаро     |       |       |
| ПЗ                  | 18 | Павел Недвед         |       | 84'   |
| ПЗ                  | 25 | Матіас Алмейда       |       |       |
| ПЗ                  | 20 | Деян Станкович       |       | 56'   |
| ПЗ                  | 10 | Роберто Манчіні      |       | 90+1' |
| Н                   | 9  | Марсело Салас        |       |       |
| Н                   | 32 | Крістіан В'єрі       | 39'   |       |
| Запасні:            |    |                      |       |       |
| В                   | 22 | Марко Баллотта       |       |       |
| З                   | 2  | Паоло Негро          |       |       |
| З                   | 17 | Гуеріно Готтарді     |       |       |
| З                   | 24 | Фернанду Коуту       |       | 90+!' |
| ПЗ                  | 7  | Аттіліо Ломбардо     |       | 84'   |
| ПЗ                  | 14 | Сержіу Консейсау     |       | 56'   |
| ПЗ                  | 21 | Іван де ла Пенья     |       |       |
| Головний тренер:    |    |                      |       |       |
| Свен-Йоран Ерікссон |    |                      |       |       |